# Leo Kunnas

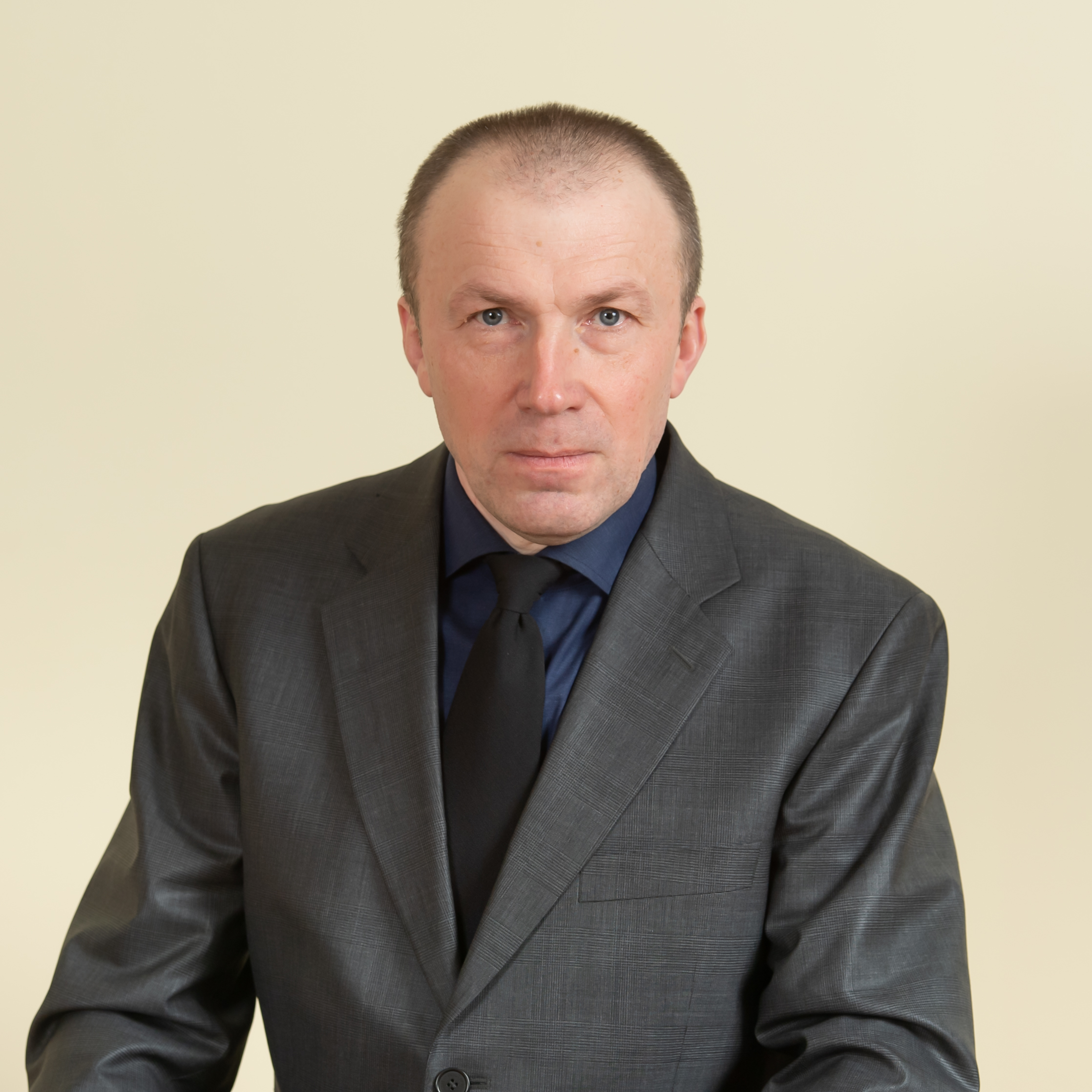
Leo Kunnas (2019)

Leo Kunnas (* 14. November 1967 in Kliima) ist ein estnischer Oberstleutnant der Reserve, Politiker und Schriftsteller.

## Leben
Leo Kunnas begann seine militärische Karriere im 1990 wiedergegründeten Verteidigungsbund und stieg nach der Wiederherstellung der Estnischen Unabhängigkeit innerhalb der Estnischen Streitkräfte zum Oberstleutnant (2003) auf. In dieser Funktion nahm er 2005 innerhalb des amerikanischen Stabs auch an der Besetzung des Iraks teil.
Leo Kunnas ist Mitglied des Estnischen Schriftstellerverbands und seit 2019 für die rechtspopulistische EKRE Abgeordneter im estnischen Parlament. Nach innerparteilichen Querelen verließ er im Juni 2024 die Fraktion und gehört dem Parlament seitdem als partei- und fraktionsloser Abgeordneter an.

## Literarisches Werk
Kunnas debütierte 1990 in der Zeitschrift Looming mit einer Erzählung, die zehn Jahre später bei seinem eigentlichen Buchdebüt wieder mit abgedruckt wurde. Dieses Debüt, Diener des Kriegsgotts (2001), wurde mit dem (halben) Betti-Alver-Debütpreis ausgezeichnet und vielfach – meist positiv – besprochen. Die Kritik zog Vergleiche zu Andres Vanapa, Raimond Kaugver, Ahto Levi, Silver Anniko, Peeter Urm und Arved Viirlaid. Andererseits ist der Roman auch eher abfällig als „Männerliteratur“ bezeichnet worden oder als ein „…martialischer Entwicklungsroman […], dem es an melodramatischen Einsprengseln nicht fehlt.“
Auch Kunnas’ weiteres Werk befasst sich mit der Militärthematik, so wird in Krieg 2023 (2016) ein bewaffneter Konflikt mit Russland beschrieben. Wie der Titel dieses Romans verrät, verfasst Kunnas auch Science-Fiction, wofür er mehrmals prämiert wurde.

## Auszeichnungen
- 1997 Orden des Adlerkreuzes (IV. Klasse)
- 2002 Betti-Alver-Preis
- 2009 Bernard-Kangro-Literaturpreis
- 2009 Stalker-Preis für Science-Fiction
- 2010 Stalker-Preis für Science-Fiction
- 2011 Stalker-Preis für Science-Fiction

## Bibliografie
- Kustumatu valguse maailm. Sõdurjumala teener ('Die Welt des nicht gelöschten Lichts. Diener des Kriegsgotts'). Tuum, Tallinn 2001. 332 S.
- Sõda 2023. Koljat: kõigile, kes võitlevad oma koletistega. Taavet: kõigile, kes ekslevad oma labürintides. Dokumentaalromaan veel sündimata sündmustest ('Krieg 2023. Goliath: Für alle, die mit ihren Dämonen kämpfen. David: Für alle, die in ihren Labyrinthen umherirren. Dokumentarroman über noch ungeschehene Ereignisse.'). Tallinn: Küppar & Ko 2016. 282, 228 S.